# دختر ژنرال (فیلم)
دختر ژنرال (به انگلیسی: The General's Daughter) فیلمی است محصول سال ۱۹۹۹ و به کارگردانی سیمون وست است. در این فیلم بازیگرانی همچون جان تراولتا، مادلین استو، جیمز کرامول، تیموتی هاتون، لزلی استفانسون، کلارنس ویلیامز سوم، جیمز وودز، مارک بون جونیور، برد بیر و جان بنجامین هیکی ایفای نقش کرده‌اند.

## چکیده داستان
پل برنر و سارا سون هیل، کارآگاهان بتجا (بخش تحقیقات جنایی ارتش) و دوستداران پیشین، وظیفه دارند پرونده معمای قتل کاپیتان الیزابت کمپبل را حل کنند. دختر ژنرال کمپبل که یک قهرمان ملی با آینده سیاسی روشنی بوده، خفه شده و ظاهراً مورد تجاوز قرار گرفته است.
برنر و هیل با غور در روابط جنسی پرالتهاب و زندگی گذشته دختر ژنرال با کسانی، که تعدادشان کم هم نیست، رودرو می‌شوند که نمی‌خواهند پرده از جزئیات این گذشته و روابط برداشته شود.